# 罗伯特·迈克尔·巴兰坦
羅伯特·麥可·巴蘭坦（英語：Robert Michael Ballantyne，1825年4月24日—1894年2月8日）是一位蘇格蘭作家，曾創作100多本青年小說。他也是一位成功的藝術家，曾在蘇格蘭皇家學院展出水彩畫。